# Brucutu (blindado)
Brucutu foi como passou a chamar-se no Brasil o veículo blindado, usado para a repressão de manifestações públicas, dotados de lançadores de fortes jatos d'água.

## Histórico
Com a instauração da ditadura com o Golpe Militar de 64, o Brasil assistiu a algumas manifestações públicas de protesto. O regime então muniu seus aparatos repressivos de equipamentos destinados a dispersar multidões
O nome Brucutu, originário das histórias em quadrinhos, havia se popularizado em todo o país com uma canção de Roberto Carlos. Na gíria policial, adotada pela imprensa, o veículo blindado, por sua força bruta, recebeu este apelido, que se consagrou. Poŕem, a designação oficial do veículo era "Blindado de Ação Urbana VDT - Veículo de Dispersão de Tumultos".
Foram construídas 4 unidades em 1964 pela empresa Grassi, sob encomenda da Força Pública do Estado de São Paulo, tendo por base o chassi do caminhão International NV-184, tipo 4x2. A torreta rotativa, equipada com canhão d'água, era produzida pela empresa International Harvester Máquinas S/A.
O motor utilizado era o International V-304 N, V8 a gasolina, capaz de desenvolver 180 HP a 4400 rpm, permitindo uma velocidade máxima da ordem de 50 km/h.